# Eugénie Florence Minyem Bakang
Eugénie Florence Minyem Bakang, née le 15 novembre 1961, est une cheffe traditionnelle au Cameroun, à Mahomey, et une magistrate camerounaise de 4e grade, exerçant à la Cour d’Appel de Douala comme vice-présidente. 

## Biographie

### Enfance et études
Née le 15 novembre 1961, Eugénie Florence Minyem Bakang obtient son baccalauréat en 1982 et sa licence en droit en 1985. Elle rejoint ensuite l'École nationale d'administration et de magistrature, puis intègre le ministère de la Justice en 1987.

### Carrière
Elle occupe divers postes judiciaires, devenant vice-présidente de la Cour d’Appel du Littoral en 2010. Elle est également membre de plusieurs organisations de magistrats. 
Pour le programme national de bonne gouvernance, elle est coordonnatrice pédagogique, rapporteuse, modératrice et panéliste pour l’animation de séminaires au niveau national, sous la demande du ministère de la Justice et du Garde des sceaux et de l’Union européenne. Le 1er juillet 2019, Florence Minyem Bakang est élevée à la « hors hiérarchie » par le chef de l'État Paul Biya.

### Fonction à la chefferie traditionnelle
En 2008, elle devient cheffe de Mahomey, promouvant la modernisation des chefferies et le bien-être rural. Elle crée le Festival de Mahomey (FESTIMA) et encadre les femmes locales.
Elle rêve d’un Cameroun meilleur, émergent en 2035, grâce à un véritable leadership féminin.